# Zach Moore
Zach Moore (Chicago, 5 settembre 1990) è un giocatore di football americano statunitense che gioca nel ruolo di defensive end per i Carolina Panthers della National Football League (NFL). Fu scelto come nel corso del sesto giro (198º assoluto) del Draft NFL 2014 dai New England Patriots. Al college ha giocato a football alla Concordia University.

## Carriera

### New England Patriots
Easley fu scelto nel settimo giro del Draft 2014 dai New England Patriots. Debuttò come professionista subentrando nella sconfitta della settimana 1 contro i Miami Dolphins. La sua prima stagione si concluse con 3 tackle e 0,5 sack in otto presenze, vincendo il Super Bowl XLIX contro i Seattle Seahawks.

## Palmarès

### Franchigia
- Super Bowl : 1

New England Patriots: XLIX
- American Football Conference Championship: 1

New England Patriots: 2014

## Statistiche
| Partite totali      | 9   |
| Partite da titolare | 1   |
| Tackle              | 3   |
| Sack                | 0,5 |
| Intercetti          | 0   |

Statistiche aggiornate alla stagione 2015